# Muelle Barón
El Muelle Barón está localizado en la ciudad de Valparaíso, Región de Valparaíso, Chile, específicamente frente al cerro del mismo nombre.

## Historia

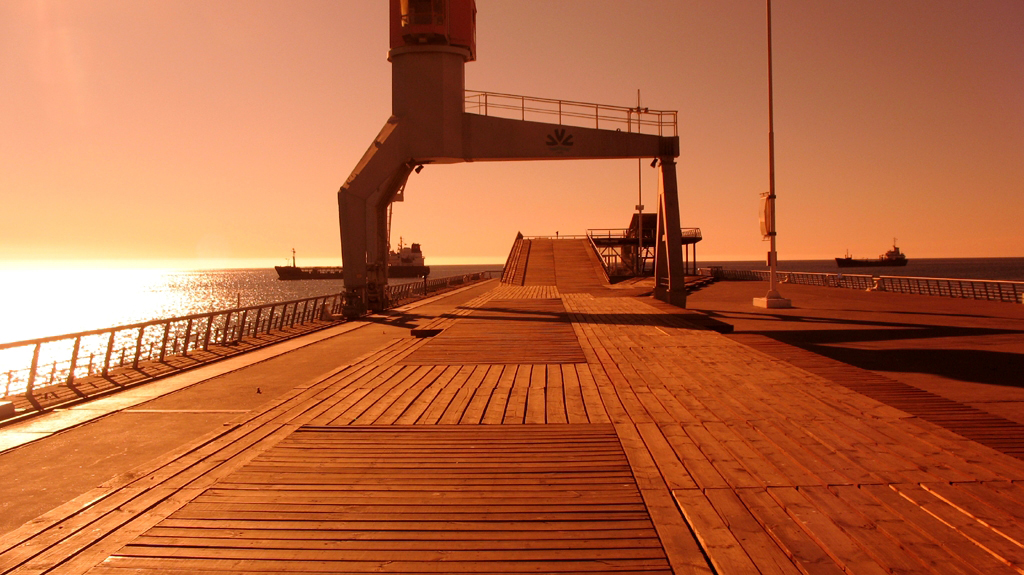
Muelle Barón en 2007.

Este muelle se proyectó con el fin de atender el movimiento del carbón para el servicio de Ferrocarriles del Estado. El 7 de septiembre de 1910 es aprobada la ley que asignó fondos para la construcción de los puertos de Valparaíso y de San Antonio. La construcción estuvo a cargo de la firma inglesa S. Pearson & Son en 1912, sufriendo un retraso de casi un año debido al estallido de la Primera Guerra Mundial en 1914. La estructura posee 230 metros de largo y 30 metros de ancho, teniendo la mitad de su extensión construida en madera y la otra en hormigón.
En 1980 pasó a ser propiedad de la Empresa Portuaria de Chile y desde 1998 se constituyó en activo de la Empresa Portuaria Valparaíso. También fue utilizado para la atención de naves durante la temporada hortofrutícola.
El terremoto que afectó a la zona en 1985 dejó gran parte del puerto en malas condiciones, siendo, el muelle Barón, el primero en ser restaurado a partir de 1990.
En 2002 el lugar es acondicionado como paseo peatonal, manteniendo a dos de las antiguas grúas. Actualmente es usado con frecuencia para eventos artísticos de carácter masivo.
En 2004 la empresa Puerto Olímpico Valparaíso se adjudicó la operación del varadero ubicado en el muelle. Desde entonces opera un centro náutico que está enfocado en ofrecer al público en general servicios de recreación, eventos, deporte, turismo e instrucción vinculados con el ejercicio náutico y de buceo. Fue el primer centro náutico de carácter público del país. Sus instalaciones comprenden el edificio del Puerto Deportivo con sus respectivas oficinas, un centro de exploración de la Universidad de Valparaíso y el fabricante de velas M3mbrane Sails, además de una sala de clases para cursos teóricos de náutica y buceo, una rampa y muelle flotante para el embarque y desembarque, y el acceso al mar para buceo.
El «Mall Puerto Barón» fue el proyecto que se creó a través de una alianza público y privada entre la empresa privada Mall Plaza y al estatal Empresa Portuaria Valparaíso (EPV), está  intervención de lugar generó una gran controversia. A principio del 2018, la Corte Suprema declaró ilegal su construcción, por lo que el proyecto quedó con prohibición de ejecutarse.
El Presidente Sebastián Piñera dentro de un plan de inversión desde 2019 para el borde costero de Valparaíso, ha anunciado la construcción de un Gran Parque en sector Baron, llamado Parque Barón. Esto incluye la restauración de la Bodega Simón Bolívar, la construcción de un muelle para Cruceros, la eliminación del Viaducto Barón y la intervención de Avenida Argentina para convertirla en un Sector Cívico y un bulevar. El fin del proyecto, se estima para el 2021.[cita requerida]